# ジュラ県
ジュラ県（ジュラけん、Jura）は、フランスのブルゴーニュ＝フランシュ＝コンテ地域圏の県である。名称はジュラ山脈に由来する。

## 歴史
ジュラという名は、「森」「原生林」または「山地の森」を意味する、ラテン語のユリア（juria）に由来する。これはケルト語のjoris（意味は同じ）にも由来するとされる。1790年3月4日、旧フランシュ＝コンテの一部から分割されて誕生した。

## 地理・気候

ジュラ県の地図

ドゥー県、オート＝ソーヌ県、コート＝ドール県、ソーヌ＝エ＝ロワール県、アン県、スイスのヴォー州と接する。
フランス本土の中で最も海から遠い県である。そのため、なかば大陸性気候の様相を持つ。県東部を山地が占めていることは、すべての面への高度の違いのため特殊性が生まれている。ジュラ山脈では大まかに3つの気候区分が存在する。
- 平野とルヴェルモン（フランス語版）地方は、標高400m以下で高地の影響を受けない。夏は暑く湿度が高いが、冬は温暖で降雪は多くない。
- 盆地と準山地。冬が平野より早く、雪も頻繁に降る。
- 高地に連なる土地は、高山気候の要素が強い。夏の湿度はさらに高くなり、しばしば嵐が発生する。春と秋のような中間の季節は短く、10月末から5月末まで雪がちらつくのは珍しいことではない。1月と2月には一部の地域が北からのビズ風（英語版）に見舞われ、気温は頻繁に氷点下に達する。

## 人口統計

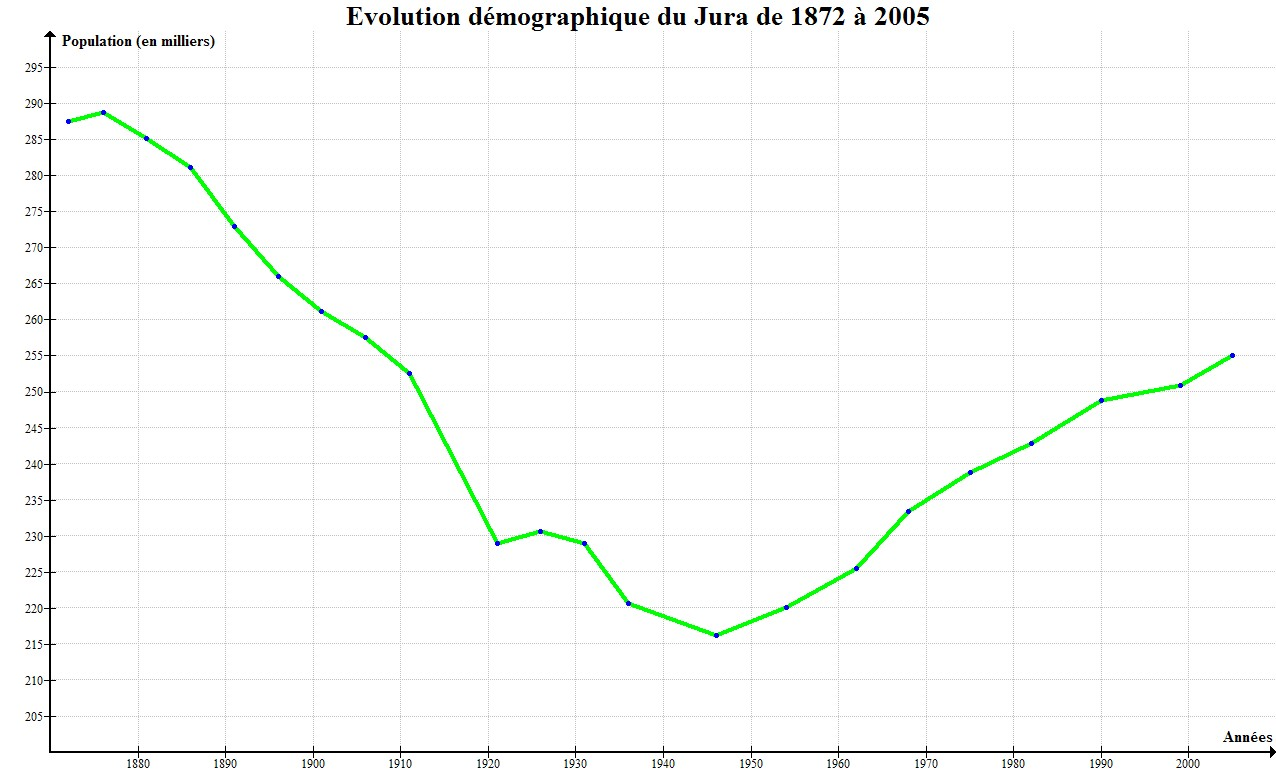
1872年から2005年までの県人口の推移(source:INSEE)

| 1968年  | 1975年  | 1982年  | 1990年  | 1999年  | 2006年  | 2008年  | 2009年  |
| ------- | ------- | ------- | ------- | ------- | ------- | ------- | ------- |
| 233 547 | 238 856 | 242 925 | 248 759 | 250 857 | 257 401 | 260 740 | 261 277 |

出典:SPLAF、2006年以降INSEE
}}

## 経済
手工業が、4700社に関連し県経済の基幹となっている。観光も重要である。県の管理下にあるシャレーン湖、ヴグラン湖周辺でのセイリングや釣り、温泉浴などが挙げられる。冬の観光として、標高800m以上の地点で楽しめるクロスカントリー競技、またはレ・ルースのスキー場が代表的である。

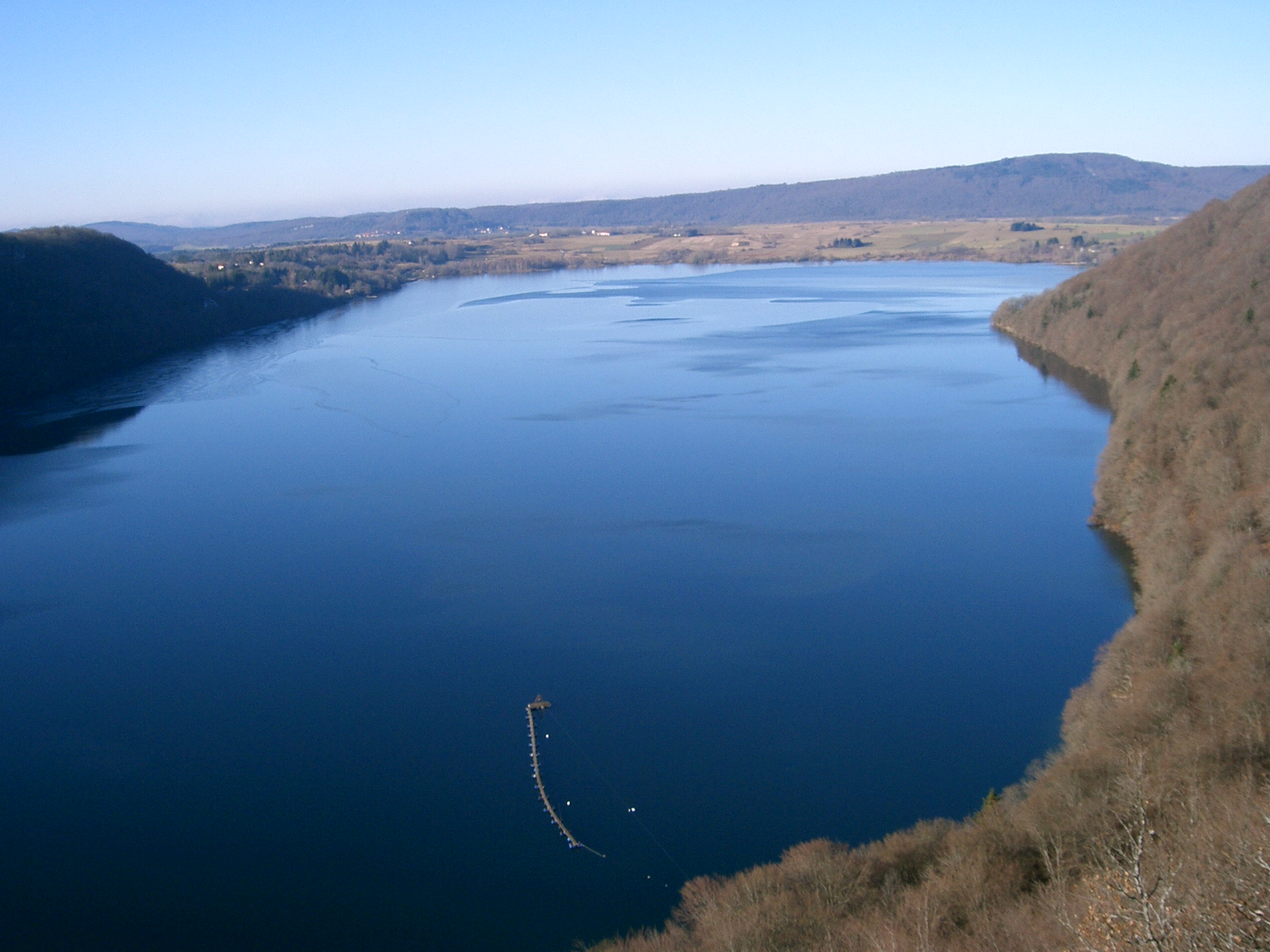
シャレーン湖
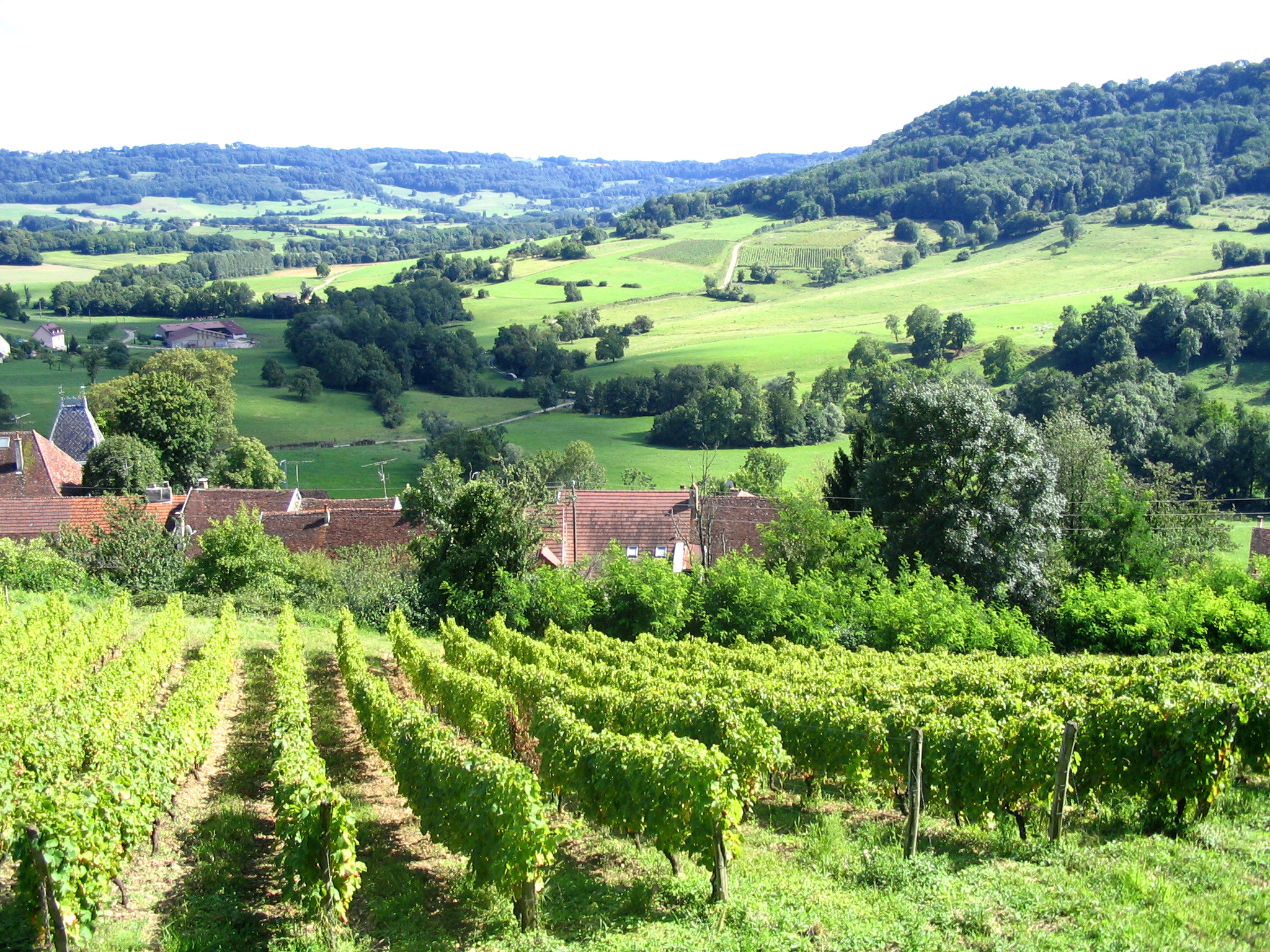
サン・ロタンのブドウ畑
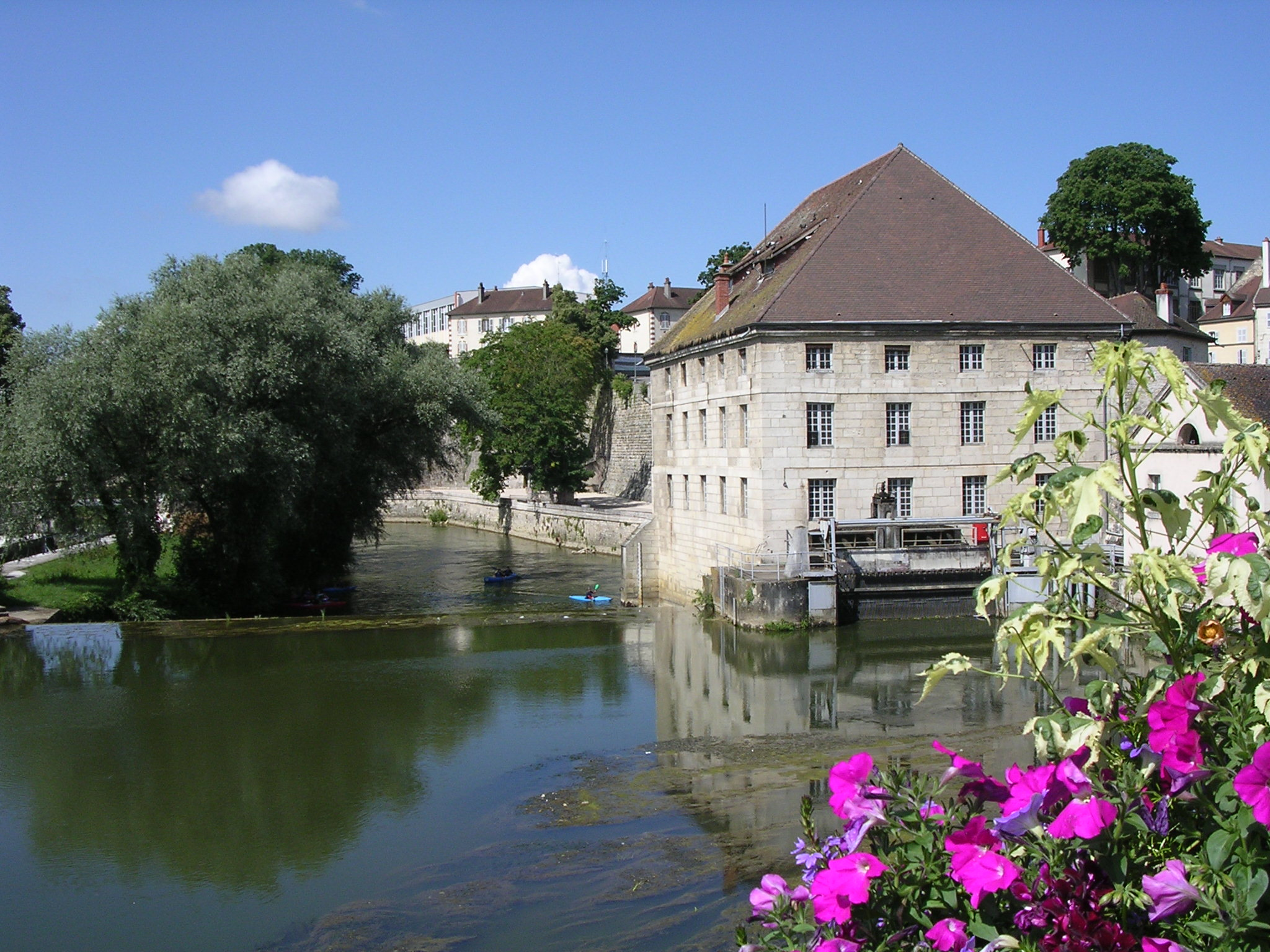
ドール
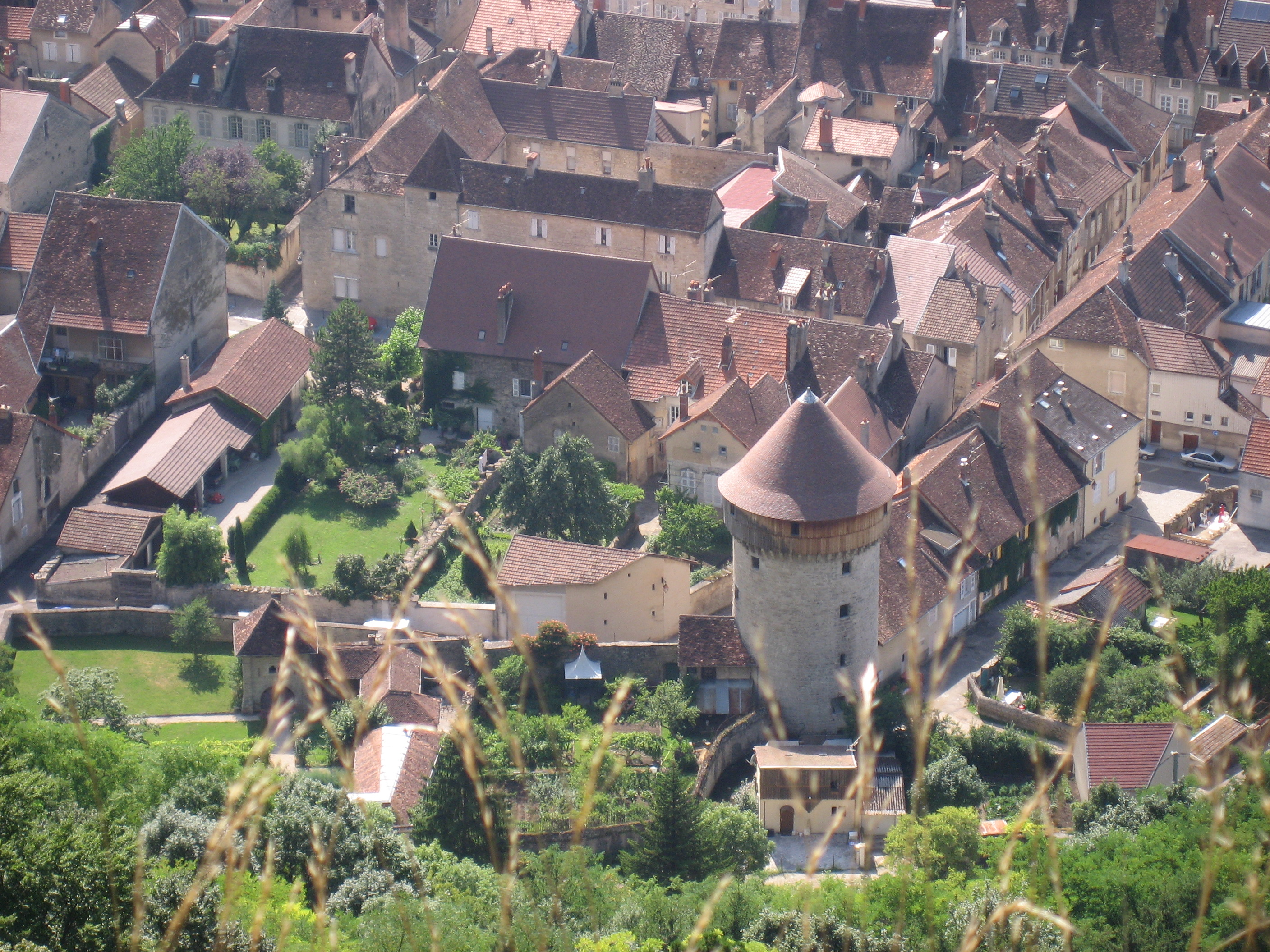
ポリニーの町並み